# بهشت أباد (بشتكوه)
بهشت أباد (بالفارسية: بهشت‌آباد) هي قرية تقع في إيران في Poshtkuh Rural District. يقدر عدد سكانها بـ 319 نسمة .